# Lotte Hegewisch

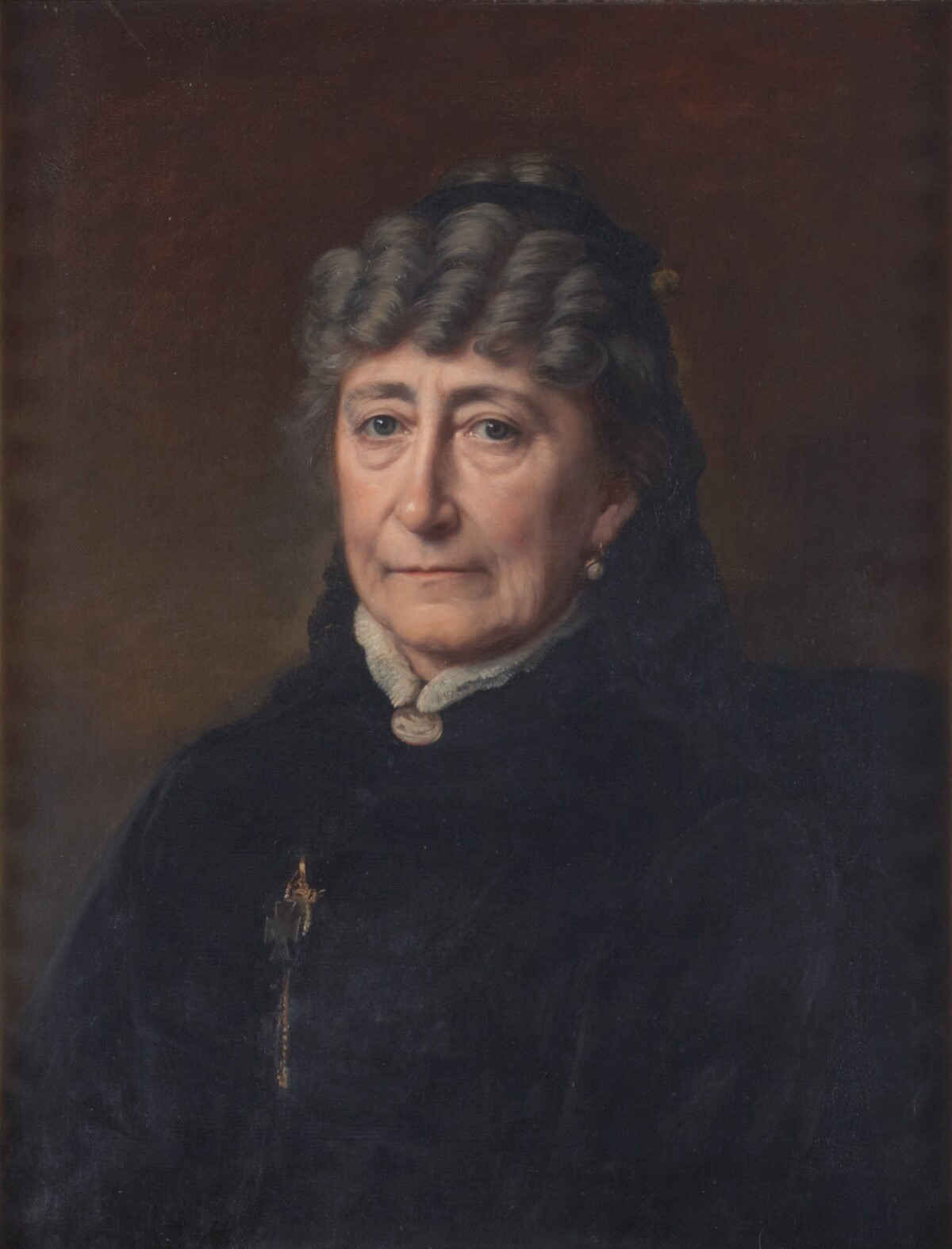
Lotte Hegewisch, gemalt von Helene Richter

Charlotte Friederike Dorothea Hegewisch (kurz: Lotte Hegewisch) (* 17. April 1822 in Kiel; † 3. Dezember 1903 ebenda) war eine deutsche Mäzenin in ihrer Heimatregion und in ihrer Heimatstadt Kiel sowie Gastgeberin eines einflussreichen Salons. Sie betätigte sich auch als Autorin und Herausgeberin.

## Leben und Wirken
Lotte Hegewisch wurde als Tochter des Mediziners, Medizinprofessors an der Universität Kiel und Publizisten Franz Hermann Hegewisch (1783–1865) und der aus adligen Kreisen stammenden Caroline von Linstow (1786–1856) geboren. Aufgrund des politischen Engagements ihres Vaters und seines berufsbedingten und universitären Umfeldes hatte die Familie enge Kontakte zu den Persönlichkeiten dieser Zeit bis hin zum dänischen Königshaus. Diese Kontakte intensivierte das Elternhaus über einen regelmäßigen Gesprächskreis, an dem überwiegend Mitglieder der Kieler Universität, aber auch Vertreter des Adels und Bürgertums teilnahmen.

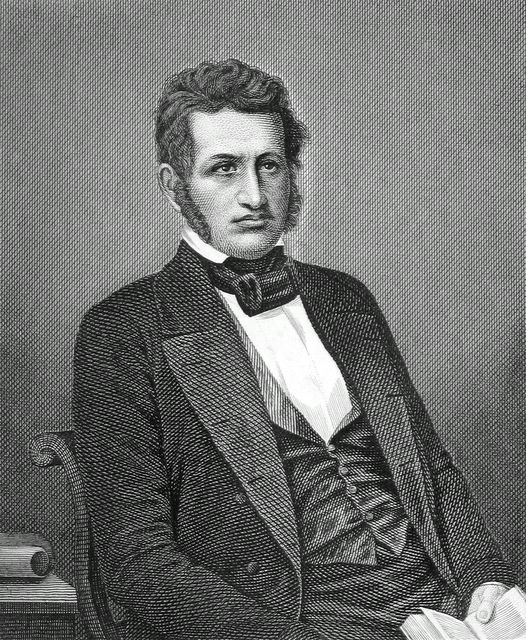
Friedrich Christoph Dahlmann, Onkel und Mentor von Lotte Hegewisch

Obwohl Lotte und ihre ein Jahr jüngere Schwester Leonore in einem finanziell soliden bürgerlichen Haushalt ohne größere Not aufwuchsen, erhielten beide keine kontinuierliche und systematische Schulausbildung. Prägend wirkte auf Lottes politisches Denken in ihrer Jugend zunächst ihr Vater; danach ihr Onkel, der Historiker und Politiker Friedrich Christoph Dahlmann (1785–1860), der von 1812 bis 1829 an der Kieler Universität lehrte, später zu den „Göttinger Sieben“ gehörte und der 1848 an der Paulskirchen-Verfassung mitarbeitete. Dahlmann hatte 1817 in erster Ehe die jüngere Schwester ihres Vaters, Julie Hegewisch (1795–1826) geheiratet. Mit Dahlmann stand Lotte Hegewisch in einem sehr freundschaftlichen Verhältnis, das auch engste familiäre Konflikte überdauerte. 
Lotte Hegewisch unterhielt auch selbst Kontakte zu verschiedenen Angehörigen des elterlichen Gesprächskreises. Dazu gehörten unter anderem der Universitäts-Zeichenlehrer Theodor Rehbenitz (1791–1861), der sich für den 1843 gegründeten Schleswig-Holsteinischen Kunstverein einsetzte, und der österreichische Biedermeierkünstler und Landschaftsmaler Friedrich Loos (1797–1890), der 1863 als Nachfolger von Rehbenitz nominiert wurde.
Lotte Hegewisch verfügte über ein hohes Maß an Eigeninitiative, Selbstbewusstsein und öffentlicher Präsenz in Kiel; unter anderem engagierte sie sich während des Schleswig-holsteinischen Krieges, sammelte Gelder für den Bau eines Kanonenbootes und später zur Unterstützung einer neuen Kunsthalle für Kiel. 
Nach dem Tode ihrer Eltern führte Lotte Hegewisch in ihrem Haus weiterhin einen gesellschaftlichen Salon, an dem Persönlichkeiten wie Ferdinand Tönnies und Clara Schumann teilnahmen. Aufgrund ihrer entschieden pro-preußischen Haltung spaltete sich jedoch ihr Freundeskreis dauerhaft und sie geriet zunehmend in gesellschaftliche Isolation. Im Alter schloss sie sich freundschaftlich Heinrich von Treitschke an, der sie als „akademische Aspasia“ bezeichnete.
Neben der Mitarbeit an der Herausgabe von Briefen des Schriftstellers Ernst Moritz Arndt veröffentlichte sie privat eine Sammlung von Briefen ihrer Eltern und eine Kunstmappe mit Ansichten ihrer Heimatstadt Kiel. Kurz vor ihrem Tode veröffentlichte sie ihre „Erinnerungen“.
Lotte Hegewisch blieb ledig und hatte keine Kinder.

## Vermächtnis

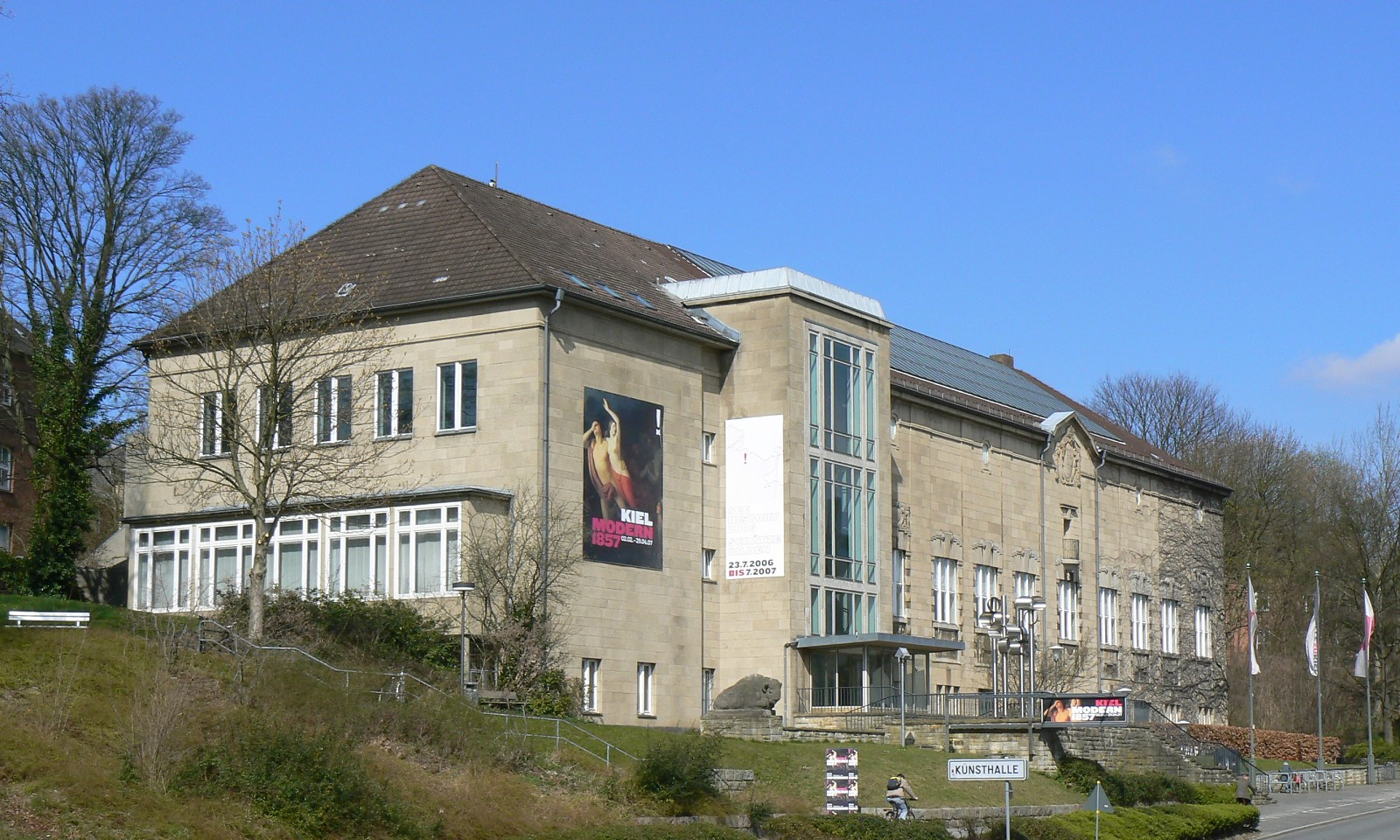
Die heutige Kunsthalle Kiel (2007)

In ihrem Testament vermachte Lotte Hegewisch eine Villa mitsamt 6000 m² großem Grundstück an der Düsternbrooker Allee, heute Düsternbrooker Weg, aus ihrem Familienerbe zweckgebunden der Kieler Universität für den Bau eines Kunsthallengebäudes. Mit dem Bau wurde einige Jahre nach ihrem Tod begonnen, die Fertigstellung und Einweihung erfolgten im November 1909.
Die Stadt Kiel verdankt ihr dadurch den Standort der heutigen Kunsthalle zu Kiel. Das Hauptgebäude des Kunstmuseums von 1909 wurde bei alliierten Luftangriffen im Zweiten Weltkrieg teilweise zerstört, in den 1950er Jahren in vereinfachter Form wieder aufgebaut und im Jahr 1986 baulich erweitert.

## Werke (Auswahl)
- Gedenkblätter an Kiel. Aquarelle nach der Natur. Lipsius & Tischer, Kiel 1889.
  - Faksimile-Ausg. (d. Ausg. von Lipsius & Tischer, Kiel), Mühlau, Kiel 1982, ISBN 3-87559-041-4.
- Erinnerungen früherer Stunden für Letzte Stunden. Als Manuskript gedruckt, Schmidt & Klaunig, Kiel 1902.

## Ausstellung
- 2012: Gute Gesellschaft. Lotte Hegewisch und das Mäzenatentum. Von Georg Friedrich Kersting bis Gerhard Richter. Kunsthalle zu Kiel